# Carianos
Carianos är ett samhälle i Brasilien.   Det ligger i kommunen Florianópolis och delstaten Santa Catarina, i den södra delen av landet, 1 300 km söder om huvudstaden Brasília. Carianos ligger 2 meter över havet och antalet invånare är 3 700. Det ligger på ön Ilha de Santa Catarina.
Terrängen runt Carianos är platt västerut, men österut är den kuperad. Havet är nära Carianos åt nordväst. Trakten är tätbefolkad. Närmaste större samhälle är Florianópolis, 7,2 km norr om Carianos. 